# 9899 Greaves
A 9899 Greaves (ideiglenes jelöléssel 1996 EH) a Naprendszer kisbolygóövében található aszteroida. Robert H. McNaught fedezte fel 1996. március 12-én.